# Loxocera collaris
Loxocera collaris är en tvåvingeart som beskrevs av Friedrich Hermann Loew 1870. Loxocera collaris ingår i släktet Loxocera och familjen rotflugor. Inga underarter finns listade i Catalogue of Life.